# Hieracium colpophylloides
Hieracium colpophylloides es una especie de planta con flor del género Hieracium, de la familia Asteraceae, orden Asterales.

## Distribución
Hieracium colpophylloides se distribuye por Suecia.

## Taxonomía
Fue descrita científicamente por Johanss. & Sam. ex Johanss. Fue publicada en Arkiv Bot., Stockh. 21: A. No. 15, 61.